# Andrés Manuel López Obrador
Pour les articles homonymes, voir Andrés López (homonymie), López et Obradors.
López  Obrador est un nom espagnol. Le premier nom de famille, en général paternel, est López ; le second, en général maternel, souvent omis, est Obrador.
Andrés Manuel López Obrador (/anˌdɾes maˈnwel ˈlopes obɾaˈdoɾ/ ), parfois désigné sous l'acronyme d'AMLO, né le 13 novembre 1953 à Tepetitán (es) (municipalité de Macuspana, État de Tabasco), est un homme d'État mexicain, président du Mexique de 2018 à 2024.
Il est chef du gouvernement du District fédéral de 2000 à 2005 et termine en deuxième position des élections présidentielles de 2006 et 2012. Après avoir présidé le Parti de la révolution démocratique (PRD), il fonde en 2012 le Mouvement de régénération nationale (MORENA).
À l’issue du scrutin de 2018, lors de sa troisième candidature, il est élu président de la République avec 53,2 % des voix à l'unique tour du scrutin.
Également écrivain, il a publié dix-huit livres depuis 1986.

## Situation personnelle

### Origines
Andrés Manuel López Obrador naît dans le village de Tepetitán (es) appartenant à la municipalité de Macuspana (Tabasco), le 13 novembre 1953. Il est le fils d'Andrés López Ramón et de Manuela Obrador González, marchands originaires respectivement des États de Tabasco et de Veracruz. Son grand-père maternel, originaire d'Ampuero en Espagne, s'est exilé au Mexique.

### Vie privée et familiale
La première épouse d'Andrés Manuel López Obrador, Rocío Beltrán Medina, meurt en 2003 d'un arrêt respiratoire consécutif à un lupus. Il se remarie le 16 octobre 2006 à la journaliste et écrivaine Beatriz Gutiérrez Müller.

## Carrière professionnelle
Andrés Manuel López Obrador travaille à l'Institut des peuples indigènes de l'État de Tabasco en 1977, où il se fait connaître pour ses programmes sociaux en faveur des communautés indigènes, avant de rejoindre l'Institut national des consommateurs, une agence gouvernementale, en 1984. En tant qu'écrivain, il a publié dix-sept livres depuis 1986, sur les thématiques sociales, politiques et historiques du pays ; ses influences littéraires sont notamment Carlos Pellicer Cámara et Léon Tolstoï.

## Carrière politique

### Débuts
Militant de l'aile gauche du Parti révolutionnaire institutionnel (PRI) dans les années 1970 et 1980, Andrés Manuel López Obrador se joint à la tendance dissidente du Courant démocratique. En 1976, il commence son engagement politique en soutenant la candidature du poète Carlos Pellicer Cámara (es) au mandat de sénateur de l'État de Tabasco.
Il se trouve en marge du parti pour sa participation à des manifestations contre la compagnie pétrolière Pemex, accusée de nombreux dommages environnementaux, et pour sa volonté de démocratiser le fonctionnement interne du PRI.
Il démissionne en 1983 de son poste de responsable régional du parti et participe à la fondation du Parti de la révolution démocratique (PRD), en 1989. Il préside celui-ci de 1996 à 2000.

### Président national du PRD
Le 17 avril 1996, Andrés Manuel López Obrador commence sa campagne pour la présidence du Parti de la révolution démocratique (PRD) contre Heberto Castillo et Amalia García. Il est président du PRD du 2 août 1996 au 10 avril 1999. En 1997, le PRD devient la deuxième force politique à la Chambre des députés avec 125 des 500 sièges. Cette même année, lors de l'élection du chef du gouvernement du District fédéral de Mexico, le candidat du PRD Cuauhtémoc Cardenas Solorzano est élu et le parti obtient une majorité absolue à l'Assemblée législative de la Ville de Mexico, la première victoire importante du parti depuis sa création.
Il s’implique particulièrement dans la lutte contre la corruption, qu'il qualifie de « guerre contre la mafia du pouvoir ». Il écrit ainsi plusieurs livres, dont un consacré aux fraudes massives durant la campagne pour les élections locales dans le Tabasco, et dirige en 1992 une marche de deux mois baptisée « L'Exode pour la démocratie », de la capitale du Tabasco jusqu'à Mexico.

### Chef du gouvernement du District fédéral

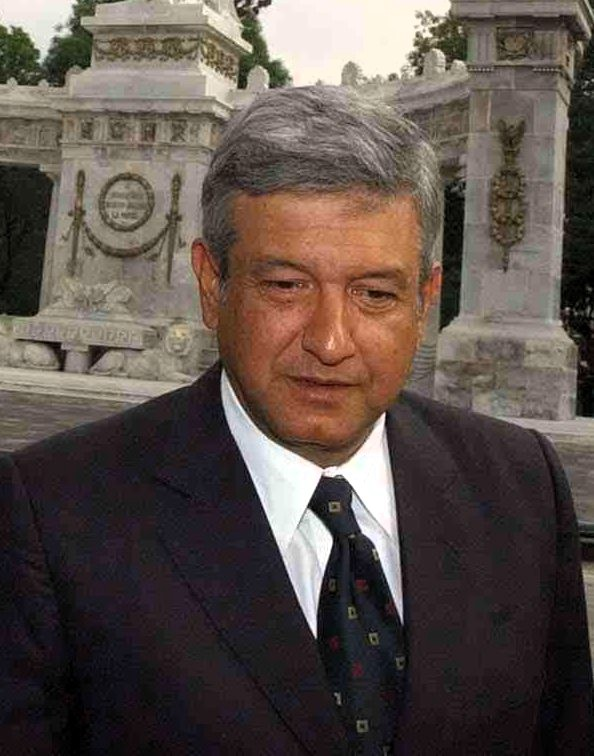
Andrés Manuel López Obrador en 2003.

Andrés Manuel López Obrador est élu chef du gouvernement du District fédéral le 5 décembre 2000 pour six ans. Durant son mandat, il tient des conférences de presse quotidiennes à 6 heures du matin pour répondre aux questions des médias.
Il établit un programme de pensions pour les personnes âgées de plus de 70 ans : 3 539 bénéficiaires reçoivent 668 pesos mensuels à partir de 2004. Il a aussi subventionné les tarifs du métro de Mexico. Les politiques sociales de López Obrador sont qualifiées par ses adversaires de « populistes » et considérées comme excessivement coûteuses.
En matière de sécurité publique, durant le mandat de López Obrador, le nombre d'homicides pour 100 000 habitants dans la ville de Mexico est descendu de 9,47 en 2000 à 8,03 en 2005. Les vols avec violence ont également chuté.

### Élection présidentielle de 2006
En 2005, Andrés Manuel López Obrador est désigné candidat à l'élection présidentielle pour la Coalition pour le bien de tous, qui regroupe le PRD, le Parti du travail (PT) et Convergencia.
Le PRI et le PAN tentent de lever son immunité de chef de gouvernement de la Ville de Mexico en raison d'une suspicion de non-respect d'une décision de justice. La montée de popularité de López Obrador provoquée par la manœuvre conduit le président Vicente Fox à ordonner la suspension des poursuites judiciaires à son encontre,. Le Conseil de coordination entrepreneuriale (CCE), une institution qui regroupe toutes les organisations patronales du pays, finance une campagne contre lui.
Au soir de l'élection présidentielle, le 2 juillet 2006, l'Institut fédéral électoral (IFE) indique que les résultats partiels issus des urnes ne permettent pas de départager les deux candidats arrivés en tête, la différence étant minime. Le 6 juillet, après le dépouillement de la totalité des bulletins de chaque district électoral, l'IFE annonce que le candidat ayant recueilli le plus grand nombre de voix est Felipe Calderón (PAN). Après de nombreux recours, le Tribunal électoral du pouvoir judiciaire de la Fédération déclare Felipe Calderón élu président avec une faible avance sur Andrés Manuel López Obrador (15,0 millions de voix représentant 35,9 % du total au premier, contre 14,8 millions soit 35,3 % au deuxième, selon les résultats définitifs publiés par l'IFE).
Andrés Manuel López Obrador continue à contester les résultats en invoquant la non-prise en compte de sa demande de recompte de la totalité des bulletins. Il organise des protestations et se proclame symboliquement « président légitime » du Mexique le 16 septembre 2006. Selon les observateurs de l'Union européenne, les élections mexicaines n'ont pas été truquées, mais l'impartialité de ces observateurs est discutée par le PRD, ainsi que par le journal de gauche La Jornada.
Par la suite, Andrés Manuel López Obrador est à la tête du mouvement de protestation contre l’initiative de réforme énergétique proposée par le gouvernement de Felipe Calderón.

### Élection présidentielle de 2012

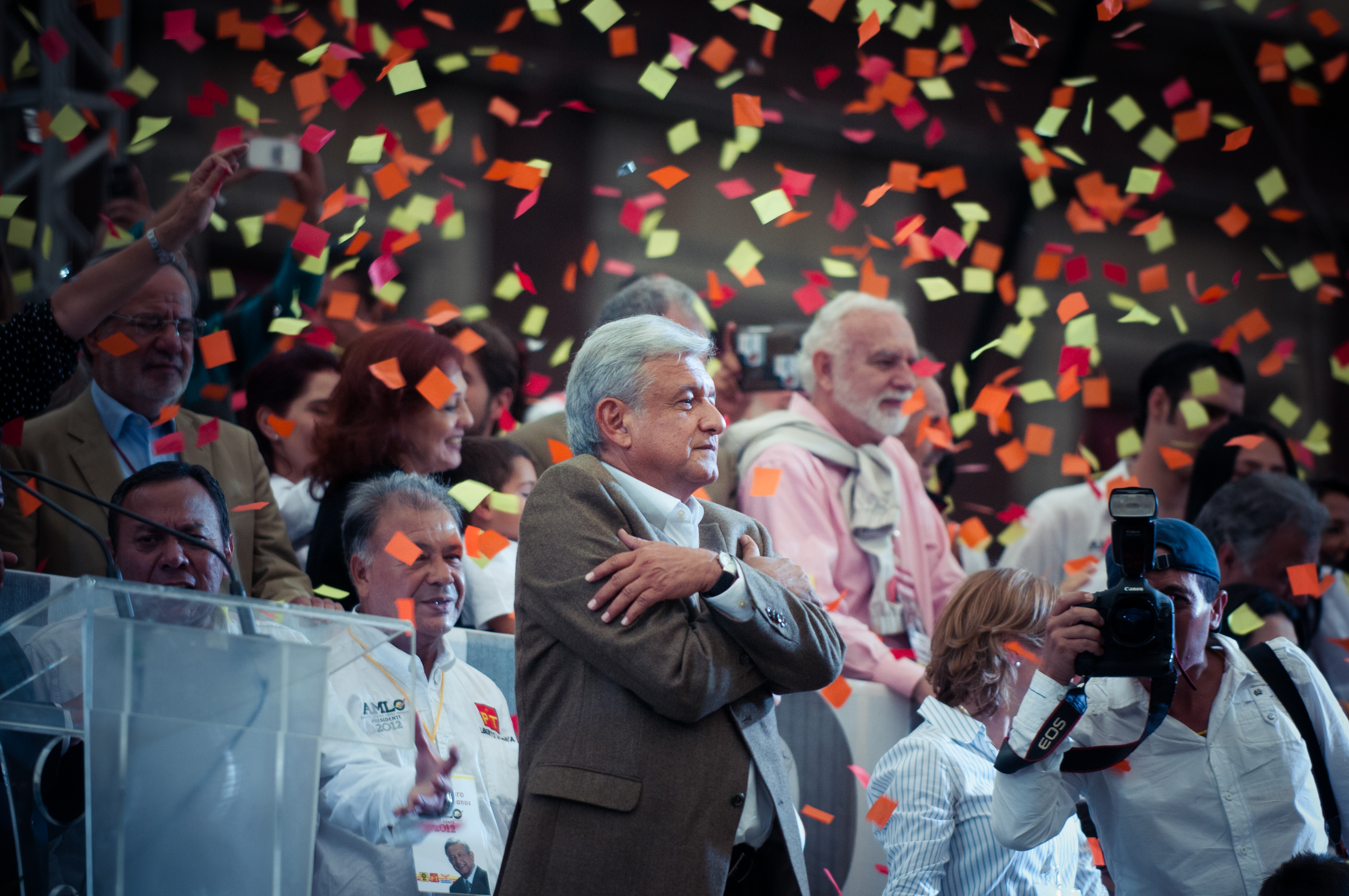
Andrés Manuel López Obrador lors de la campagne de 2012.

Le 11 mars 2012, Andrés Manuel López Obrador est investi candidat du Mouvement citoyen, un des partis qui composent le Mouvement progressiste. Andrés Manuel López Obrador, qui termine deuxième de l'élection présidentielle, derrière Enrique Peña Nieto, dénonce des irrégularités dans le processus électoral. La « commission de surveillance citoyenne » du mouvement Yo soy 132 rapporte que, jusqu'au 3 juillet, 1 100 cas d'irrégularités présumées ont été systématisés,,.

### Élection présidentielle de 2018
En novembre 2017, Andrés Manuel López Obrador présente son « projet alternatif de nation 2018-2024 », avec l'intention d'être candidat pour la troisième fois à une élection présidentielle, dans le cadre des élections fédérales 2018. Le 12 décembre, il dépose sa candidature à la Commission nationale électorale au titre du MORENA. Le lendemain, le parti formalise une coalition avec le Parti du travail (PT) et le Parti de la Réunion sociale (PES) sous la dénomination « Ensemble nous ferons l'histoire », avec López Obrador comme candidat. Durant sa campagne, il marque son opposition à l’accord de libre-échange nord-américain et voit en Donald Trump une « brute irresponsable ».
Lui-même et ses proches sont espionnés par le gouvernement par le biais du logiciel Pegasus, lequel pirate les téléphones mobiles. Au moins cinquante personnes ont été visées, dont son épouse, trois de ses frères, ses trois fils aînés, deux chauffeurs, des membres de son parti et son médecin.
Le 1er juillet 2018, il est élu président du Mexique avec 53,2 % des voix, réalisant un score historique depuis les 74,3 % de Miguel de la Madrid en 1982. Avec 30 millions de voix, il obtient le plus grand nombre de voix pour un candidat lors d’une élection présidentielle au Mexique,.

## Président de la République
À l'issue d'une transition de cinq mois, Andrés Manuel López Obrador est investi président des États-Unis mexicains le 1er décembre 2018, succédant à Enrique Peña Nieto.

### Politique économique et sociale
Par crainte de s'aliéner les marchés financiers et le patronat, López Obrador promet de mener une politique économique modérée, de ne pas modifier la politique fiscale du pays, de maintenir l’autonomie de la Banque centrale et de respecter les engagements pris vis-à-vis des entreprises et des banques. Le ministre de l’Économie, Carlos Urzúa, multiplie les rencontres avec des représentants de fonds d’investissement, du patronat et de fonctionnaires américains du département du Trésor pour les rassurer : « nous ne sommes vraiment pas de gauche. Plutôt à gauche du centre », explique-t-il. Néanmoins, la Bourse mexicaine perd 4,2 % de sa valeur en octobre 2018 (à la suite de l'annonce par le futur président de l'annulation d'un impopulaire projet de nouvel aéroport à Mexico, jugé trop coûteux pour les finances publiques), tandis que l'agence Fitch, avant même l'intronisation de López Obrador à la présidence du Mexique, dégrade la note de la dette souveraine du pays de « stable » à « négative ».

#### Programmes sociaux
Le gouvernement d'Andrés Manuel López Obrador inaugure des programmes sociaux destinés à faire reculer la pauvreté : bourses de la maternelle à l’université, aides pour les jeunes en apprentissage et les personnes handicapées, subventions pour les petits agriculteurs, doublement de la pension des personnes âgées, microcrédits pour les petits commerçants et les artisans. Le salaire minimum est augmenté de 39,45 % (et de 110 % à la frontière nord) entre 2019 et 2020 et la convention 98 de l’Organisation internationale du travail (OIT) relative au droit à la syndicalisation et au contrat collectif est reconnue par le gouvernement mexicain.
Le 29 juillet 2018, il annonce la création de Sembrando Vida (« Semer la vie »), l'un des programmes prioritaires de son gouvernement et avec lequel il cherche à lutter contre la pauvreté et la déforestation par le reboisement. À l'été 2021, 80 millions d’arbres ont été plantés et le programme est plébiscité par les pauvres auxquels près de 450 000 emplois ont été proposés en milieu rural pour planter des arbres et entretenir des terrains agricoles. En revanche, les écologistes ont mis en garde contre un programme qui a parfois aggravé la déforestation et la corruption, certains paysans ayant déboisé leurs terres pour répondre aux critères,,. Le président mexicain a proposé d’étendre le programme à d'autres pays d'Amérique centrale afin d'enrayer la crise migratoire. Après des accords avec les dirigeants de pays centraméricains, le programme en direction de la région a démarré en octobre 2020.
Ce programme est considéré, en 2024, comme l'un des échecs majeurs  d'AMLO tant par les écologistes que par les populations concernées,,.
Diverses réformes visant à octroyer de nouveaux droits sociaux aux employés ont été adoptées. Les droits formels des employés domestiques ont été reconnus pour la première fois et les pratiques d’embauche irrégulières ont été abolies. En conséquence, en 2022, les "reparto de utilidades", ces intéressements auxquels tous les employés ont formellement droit mais que leurs employeurs pouvaient jusqu’alors contourner en les « sous-traitant », ont augmenté de 109 %. La procédure de formation de nouveaux syndicats a été considérablement simplifiée, le nombre de jours de congés payés a doublé et une réforme visant à réduire la semaine de travail à 40 heures (contre 48 heures actuellement) est à l'étude en 2023.
En 2021, la part du budget de l’État consacrée aux dépenses sociales est à son plus haut historique. La proportion de personnes bénéficiaires des programmes sociaux a augmenté de 65 % par rapport à l'administration précédente. Les programmes d’aide sociale ont été inscrits dans la Constitution, afin selon le gouvernement de garantir qu’il s’agit bien d’un droit et non d’actes de charité.
Le rapport du Conseil national mexicain pour l'évaluation de la politique de développement social (CONEVAL), un organisme fédéral indépendant, indique que le taux de pauvreté multidimensionnelle au Mexique a baissé de 5,6 % de 2018 à 2022, ce qui correspond à 5,1 millions de personnes sorties de la pauvreté, malgré une hausse provisoire en 2020 en raison de la pandémie de Covid-19. Concernant les inégalités, l'écart entre les 10 % de revenus les plus élevés et les 10 % de revenus les plus bas est passé de 21 fois à 15 fois, tandis que le coefficient de Gini est passé de 0,448 à 0,402 au cours de la même période.

#### Train maya
Le train maya est un projet d'un nouveau service de transport ferroviaire qui relie les principales villes et zones touristiques de la péninsule du Yucatan. Environ 1 525 km de voies ferrées seront construites qui traverseront les États de Tabasco, Chiapas, Campeche, Yucatán et Quintana Roo,,. Le projet vise à désenclaver ces régions, où la pauvreté dépasse les 50 %, et leur permettre de bénéficier des retombées du tourisme. Il a été critiqué par des associations écologistes et par l'Armée zapatiste de libération nationale (EZLN) en raison des « dommages irréversibles » que les projets d'infrastructure entraîneraient sur la biodiversité et du manque de concertation avec les populations indigènes,,,. Les zapatistes ont également tenu le gouvernement fédéral pour responsable de la mort de Samir Flores Soberanes en février 2019.
La publication récente de clauses du contrat de construction du train maya autorisant la destruction de la faune locale considérée comme nuisible, dont des espèces protégées (tapirs, jaguars..etc)., provoque l'indignation des protecteurs de l'environnement.

#### Politique industrielle
Afin de renouer avec un État fort, López Obrador lance un plan de relance économique des deux grandes entreprises publiques de l’énergie : la Commission fédérale d’électricité (CFE) et Petróleos Mexicanos (Pemex). Le plan vise en particulier à atteindre l’autosuffisance énergétique en 2022 et à mettre un terme aux politiques de privatisation des entreprises publiques.
Le projet de réforme énergétique, qui confierait au moins 56 % de la production d'énergie à des entreprises publiques mexicaines, suscite l'inquiétude de Washington et des milieux d'affaires américains. Si le président mexicain espère à travers cette réforme maîtriser les tarifs de l'électricité et diminuer l'inflation, les autorités américaines ont pour leur part souligné que l'investissement privé américain au Mexique en serait affecté. De nombreux responsables américains (dont Jennifer Granholm, ministre de l'énergie des États-Unis ; John Kerry, envoyé spécial du climat des États-Unis ; Katherine Tai, représentante au commerce) se rendent à Mexico pour faire pression sur le gouvernement.

#### Relations avec le patronat
AMLO est critiqué sur sa gauche pour sa politique modérée qui ne vise pas à rompre immédiatement avec le système néolibéral. Le président mexicain a créé au début de sa présidence un Conseil entrepreneurial réunissant des hommes d’affaires parmi les plus importants du pays pour le conseiller, permettant à ces derniers, dont certains lui étaient notoirement hostiles, « d’influencer les décisions » et de « participer à la politique, mais sans occuper un poste d’élu », explique l'un des membres du Conseil. Cette proximité avec le patronat surprend venant d'un chef d’État qui promettait de « gouverner pour les pauvres ». L'historien Lorenzo Meyer, favorable au président, estime qu'il n'y a pas là de contradiction : « Andrés Manuel est un pragmatique : il ne veut pas d'une confrontation directe avec le pouvoir économique. Son projet est peut-être modeste, mais il est réaliste : il ne s'agit pas de changer de système, mais d'en diminuer la brutalité. » Pourtant, le Mexique reste un pays extrêmement inégalitaire : la richesse des treize milliardaires du pays a augmenté de 11 % entre 2019 et 2021, en dépit d'une chute du PIB pendant la pandémie, tandis que 73 % de la population vit dans la pauvreté selon les données publiées en 2023 par la CEPAL.
Il affirme vouloir mettre un terme au « capitalisme de connivence » qui caractérise l'économie mexicaine, permettant à de grande fortunes de prospérer grâce à leurs liens privilégiés avec le pouvoir politique. Il renégocie ainsi un grand nombre de partenariats public-privé jugés excessivement favorables aux intérêts privés et signe un décret interdisant la grâce d’impôts, qui a représenté un montant de 18,6 milliards de dollars durant les douze années précédentes au bénéfice des plus fortunés, et qu'il qualifie de « vol en col blanc ». Par la suite, il interdit aux entreprises l'externalisation de personnel, qui permettait aux patrons d'éviter de payer les droits sociaux de leurs employés ainsi que certains impôts.
Certains secteurs du patronat lui restent ouvertement hostiles. Début 2020, Claudio X. Gonzalez, héritier de la multinationale Kimberly-Clark, et Gustavo de Hoyos, ancien président de Coparmex, lance le mouvement « Sí por Mexíco » avec pour objectif d'« unir l'opposition » pour « sortir le président du Palais en 2024 ».

#### Politique «d'austérité républicaine»
Dans les jours qui suivent son investiture, Andrés Manuel López Obrador diminue son salaire de 60 % et déclare vouloir mettre fin aux privilèges réservés à sa fonction. Souhaitant faire des économies sur le train de vie de l'État au nom de « l'austérité républicaine », il décide de ne plus emprunter que des vols commerciaux, d’organiser une loterie pour se débarrasser de l'avion et de la flotte automobile dont dispose le chef de l’État, de convertir la somptueuse résidence présidentielle en centre culturel, ou encore de diminuer la pension présidentielle, jugée exorbitante, afin de réinvestir cet argent dans le pays,. Une nouvelle loi sur la rémunération des fonctionnaires fixe à un peu plus de 4 700 euros mensuels le salaire maximum des fonctionnaires d'État[réf. souhaitée]. À mi-mandat, le gouvernement mexicain a ainsi économisé 188 milliards de pesos mexicains (8,9 milliards d'euros), qu'il réinvestit dans des programmes sociaux.

### Politique de lutte contre la corruption et la criminalité
La première année de la présidence d'Andrés Manuel López Obrador, alors qu'il bénéficie d'une popularité de 80 %, il affirme faire de la lutte contre la corruption au Mexique son combat principal. Une réforme constitutionnelle conduit à requalifier la corruption et la fraude électorale en délits graves tout en s'attaquant aux biens mal acquis liés à la criminalité.
Tout en suivant une orientation plutôt orthodoxe sur les questions macroéconomiques, le gouvernement a durci la politique de lutte contre la fraude fiscale, sujet sur lequel le Mexique se classait historiquement sous les moyennes de l’OCDE et de l’ALC (Amérique latine et Caraïbes). Selon les chiffres officiels, durant les quatre premières années de présidence de López Obrador, cette politique a amélioré de plus de 200 % le recouvrement de l’impôt des plus riches contribuables du pays.
Il crée en 2018 une commission pour la vérité d’Ayotzinapa pour faire la lumière sur la disparition de 43 étudiants en 2014. La commission conclut en 2022 à un « crime d’État ».
Il fait déclassifier en 2021 les archives du Cisen, les anciens services de renseignement qui furent parfois utilisés comme police politique.
Alors que l'insécurité continue de s'accroître (34 582 meurtres en 2019), il choisit de remplacer la police fédérale, réputée très corrompue, par une garde nationale et fait évoluer la stratégie de maintien de l’ordre qui reposait jusqu’alors essentiellement sur des opérations militaires. Il s’attaque prioritairement aux sources de la délinquance en développant des programmes de bourses et d’emplois pour les jeunes ainsi qu’un plan de lutte contre les addictions. La création d'une garde nationale, bien qu'approuvée par le Haut-Commissariat des Nations unies aux droits de l'homme, a été vigoureusement critiquée par les organisations de défense des droits humains qui ont déploré une pérennisation de la militarisation du pays.
En 44 mois de gouvernement d'AMLO, soit jusqu'en aout 2022, le total des morts violentes est de 127 162, dont 3 612 féminicides. En mars 2021, le chef du commandement nord des États-Unis, Glen VanHerck, estime que 30 à 35 % du territoire mexicain est contrôlé par les cartels.
Des membres de la famille et de l'entourage d'Andrés Manuel Obrador ont fait l'objet de suspicion de corruption ou de népotisme,,. Le Parti action nationale a ainsi diffusé une vidéo censée montrer l'un des frères du président recevoir une valise contenant de l'argent en 2015. Le livre "El Rey del cash" lui impute des manipulations financières concernant le financement de son parti et l'entretien de sa famille. Toutefois, le livre a été critiqué du fait de l'absence de preuves à l'appui des allégations faites par l'auteur.
En 2022, le Mexique est au douzième rang, soit en recul d'une place, dans le classement des pays d'Amérique latine capables de combattre la corruption émis par le Council of the Americas, un lobby américain visant à promouvoir le libre-échange, la démocratie et l'ouverture des marchés, et à lutter contre le communisme. Seuls trois pays (Guatemala, Bolivie et Venezuela) ont un indice de corruption plus élevé dans ce classement,.
Malgré les promesses faites par López Obrador de faire cesser l'emploi du logiciel espion Pegasus, dont l'usage sous son prédécesseur a coûté plusieurs centaines de millions de dollars à l'État mexicain et concerné des milliers de personnes, l'armée mexicaine est suspectée de l'avoir utilisé pour espionner deux journalistes et au moins un défenseur des droits de l'homme. D'autre part l'Organisation mondiale contre la torture et le Comité des Nations unies contre la torture (CAT) signalent en 2021 que les forces de sécurité mexicaines continuent de se rendre coupables d'abus récurrents contre les civils, particulièrement les indigènes, comme des détentions arbitraires et des actes de torture.
La période présidentielle de López Obrador est la plus violente de l'histoire récente du Mexique, avec près de 200000 morts.

### Popularité et réformes politiques
La gestion controversée d'Andrés Manuel López Obrador du projet de construction de l’aéroport international de Mexico et le manque de résultats de sa politique concernant les violences liées au narcotrafic affectent sa popularité et déclenchent un mouvement de protestation à son égard en mai 2019,. L’organisme oraculus.mx fait état d’une cote de popularité de 70 % en moyenne entre mai et septembre 2019.
Andrés Manuel López Obrador organise un référendum le 1er août 2021 afin de pouvoir juger les anciens présidents pour corruption. L'opposition dénonce une opération de communication politique, les dirigeants mexicains pouvant être jugés comme n’importe quel citoyen. Les partisans du référendum estiment pour leur part que celui-ci permettra d'encourager la fin de l'impunité. Finalement, le « oui » l’emporte à plus de 98 % mais la participation s’établit à moins de 8 % des inscrits, alors qu’un taux de 40 % était nécessaire pour rendre le résultat contraignant.
Le référendum révocatoire sur le mandat présidentiel est adopté en 2021. Les citoyens pourront demander une consultation sur la continuité du mandat présidentiel, à la condition de disposer des signatures d’au moins 3 % des électeurs enregistrés.
Le Mexique est passé en 2021 du statut de démocratie imparfaite à celui de régime hybride dans l'indice de démocratie du magazine britannique The Economist.
Plusieurs centaines de milliers de personnes manifestent le 26 novembre 2022 en soutien au gouvernement, ce qui en fait la plus grande manifestation au Mexique depuis des décennies. Le porte-parole de la présidence annonce 1,2 million de participants.
Les partis d’opposition ont mis de côté leurs anciennes rivalités et le Parti Révolutionnaire Institutionnel (PRI), le Parti d’Action nationale (PAN) et le Parti de la Révolution Démocratique (PRD) se présentent en coalition lors des élections. Le Morena a remporté, en date de juin 2023, 21 des 32 États du Mexique où vivent près de 70 % de la population mexicaine. L’hégémonie historique du PRI, qui gouvernait encore la majorité des États en 2017 et n’en gouverne plus que deux, est ainsi balayée.
La popularité du président mexicain est particulièrement forte auprès des travailleurs ordinaires, le secteur informel et la paysannerie. Sa popularité est en revanche la plus basse auprès des entrepreneurs et des professions intellectuelles. La presse mexicaine lui est également très majoritairement hostile. López Obrador est également critiqué dans les milieux féministes et de la gauche intellectuelle pour ne pas s’être engagé sur la question du mariage homosexuel ou de l’avortement. Le président a refusé de prendre position sur ces questions, proposant plutôt de les soumettre à un référendum. Des avancées significatives ont cependant eu lieu sur ces questions à l’échelle des provinces contrôlées par le parti Morena.

### Réforme judiciaire controversée
Le parti du président sortant Andrés Manuel López Obrador et ses alliés remportent une large majorité au Congrès lors des élections de 2024, qui permet de faire voter une réforme constitutionnelle controversée prévoyant l'élection de fonctionnaires judiciaires et des juges fédéraux au suffrage universel direct. La réforme est promulguée le 15 septembre 2024 par Andrés Manuel López Obrador.

### Cause indigène
L'une des promesses phares du programme présidentiel était de revaloriser la part autochtone de l’identité mexicaine. Lors de la cérémonie d’investiture sur la grande place de la Constitution à Mexico, Andrés Manuel López Obrador se prête à des rituels de purification autochtones. Il se voit remettre un bâton de commandement par les représentants des 68 ethnies indigènes du Mexique. « Les peuples indigènes seront notre priorité », assure-t-il.
Il s’efforce de donner l’image d’un président accessible à tous utilisant un espagnol populaire lors de ses conférences de presse, parcourant le pays vêtu d’une guayabera (une chemise brodée en usage dans sud-est du Mexique), chemise généralement considérée comme un symbole de pouvoir masculin et souvent portée au Mexique par les élites politiques, tous partis confondus . Porfirio Díaz et ses successeurs en usèrent et elle fut popularisée durant le mandat de Luis Echeverria Alvarez , ,.
López Obrador demande des excuses à l’Espagne pour les abus commis contre les autochtones lors de la Conquête espagnole, ce en dépit d'un traité de paix et d'amitié entre le Mexique et l'Espagne (es), signé le 28 décembre 1836 faisant table rase du passé . La demande a été sèchement rejetée par Madrid qui répond que « l'arrivée, il y a 500 ans, des Espagnols sur le territoire mexicain actuel ne peut pas être jugée à l'aune de considérations contemporaines »,.
Les demandes d'excuses émanant d'AMLO ont aussi fait l'objet de critiques au Mexique et de  désaccord sur son interprétation de la conquête espagnole 
En 2021, il demande pardon pour les « crimes d’État » commis sous le régime de Porfirio Diaz (de 1876 à 1880, puis de 1884 à 1911) envers les Yaquis, une population de quelques dizaines de milliers de personnes vivant dans le nord du pays. Il annonce à cette occasion un vaste plan d’investissements à leur attention devant servir notamment à distribuer des terres, et à garantir le droit à l’eau et à la Sécurité sociale.
Malgré cela de nombreux indigènes, sont emprisonnés et ne bénéficient pas de tous leurs droits et d'interprètes en 2024 ,

### Environnement
Andrés Manuel López Obrador s'engage pour accroître la régulation des pesticides et des OGM. De décembre 2019 à août 2020, le ministère de l'Environnement a ainsi empêché l’importation de 670 000 tonnes de glyphosate. Un décret publié en 2021 interdit à partir de 2024 ce pesticide. D’ici là, les achats et la distribution de glyphosate seront progressivement réduits. En outre, le texte prévoit, à la même échéance, la fin des importations et de la consommation de maïs génétiquement modifié. Cette politique entraine un conflit avec la multinationale Bayer et des hauts fonctionnaires américains.

### Politique étrangère
Sur les questions de politiques internationales, le Mexique se distingue de la plupart des autres pays latino-américains sur les grandes crises régionales. Concernant le Venezuela, López Obrador décide d'adopter une position de neutralité et se retire du groupe de Lima, organisation rassemblant les gouvernements hostiles à Caracas. Il affirme également son opposition à toute action militaire contre ce pays. Lors de la crise politique en Bolivie de 2019, le Mexique a soutenu le président bolivien Evo Morales et lui a accordé l'asile politique après son renversement. Il se trouve par ailleurs confronté à une forte pression de Washington qui exige de lui d’empêcher le passage de migrants latino-américains vers les États-Unis. Donald Trump menace ainsi de fortement augmenter la taxation des produits mexicains. Le président mexicain accepte de renforcer la surveillance des frontières pour parer à l'afflux de migrants, envoyant notamment, en 2019, quelque 27 000 hommes de la garde nationale à la frontière avec le Guatemala. Dans le même temps, il lance un plan de développement régional en y associant le Salvador, le Guatemala et le Honduras, marquant ainsi une réorientation stratégique tournée vers le sud, et appelle à « redynamiser » la Communauté d'États latino-américains et caraïbes (Celac), de façon à favoriser l’unité des pays latino-américains dans les institutions multilatérales.
López Obrador adopte une approche plus souverainiste que ses prédécesseurs dans ses relations avec les États-Unis. Dès sa prise de fonction, il annule un contrat d’achat d'hélicoptères militaires. Habitués à opérer au Mexique presque sans entraves, la DEA, le FBI, la CIA ou l’U.S. Immigration and Customs Enforcement (ICE) devront à présent rendre des comptes aux autorités mexicaines. Il déclare son opposition à l'initiative de Mérida (programme sécuritaire entre les deux pays) et propose d'en rediriger les fonds vers des programmes d'aide au développement dans les pays d’Amérique centrale, notamment afin d'endiguer les flux migratoires. En janvier 2021, lorsque plusieurs réseaux sociaux suspendent ou clôturent les comptes du président américain Donald Trump « en raison d’un risque d’incitation à la violence », Andrés Manuel López Obrador s’inquiète de menaces envers « la liberté et le droit à l’information » sur Internet et s’interroge sur le rôle laissé aux « autorités légalement et légitimement constituées ». Il déplore dans le même temps le départ de celui-ci de la Maison-Blanche, louant son respect de « la souveraineté mexicaine » et appelant son successeur, Joe Biden, à adopter la même attitude envers le Mexique.
Il propose en septembre 2021 de remplacer l’Organisation des États américains (OEA) par un organisme « vraiment autonome » de Washington, estimant que celui-ci, fondé pour combattre le communisme en Amérique latine dans le contexte de la Guerre froide, ne correspondait pas aux réalités du XXIe siècle. Il a également demandé aux États-Unis de « lever l’embargo contre Cuba, car aucun État n’a le droit de soumettre un autre pays ». ». Il réitère en janvier 2022 sa proposition d’asile pour Julian Assange : « Nous pensons que le gouvernement des États-Unis doit agir avec humanisme. Assange est malade et ce serait une démonstration de solidarité de lui permettre de recevoir l’asile dans le pays. »
Dans son discours du 9 novembre 2021, lors de son accession à la présidence du Conseil de sécurité des Nations unies, il propose un plan international pour soutenir les personnes vivant dans l'extrême pauvreté, avec une levée d’un milliard de dollars par an. L'aide serait délivrée aux plus défavorisés dans le monde sans intermédiaires.
Après l’invasion de l'Ukraine par la Russie en 2022, il déclare s'opposer à l'usage de la force et être en faveur d'une résolution politique, mais il exclut l'imposition de sanctions économiques contre la Russie (par exemple, interdiction de vols vers le Mexique par aeroflot) et dénonce la censure de média russes ou de tout autre pays,.
Il écrit en 2023 au président américain Joe Biden pour critiquer les tentatives d’ingérence de Washington, qui finance des ONG critiques de son gouvernement par le biais de l’USAID. Pour le président mexicain, il s’agit « d’un acte interventionniste, contraire au droit international et au respect qui doit prévaloir entre des États libres et souverains ». Il se dit certain que Joe Biden ignore ce dossier et, devant la presse mexicaine, assure que le président américain « est une bonne personne, bien sûr, mais les États-Unis ne changent pas leur politique interventionniste. »

### Pandémie de Covid-19
Lors de la pandémie de Covid-19, Andrés Manuel López Obrador dénonce des mesures qu'il qualifie de mesures liberticides, par exemple le recours aux confinements et aux couvre-feux[réf. nécessaire]. Bien que favorable à la vaccination, il s'oppose publiquement au principe du « passe sanitaire », qu'il présente comme discriminatoire et paternaliste.
Il promulgue le 20 avril 2020 une loi d'amnistie pour permettre la libération de milliers de condamnés pour des délits mineurs et ainsi freiner la propagation du coronavirus dans les prisons. L'opposition dénonce cette mesure au motif que la violence des cartels ne faiblit pas. Dans le même temps, sa popularité passe pour la première fois sous les 60 %.
Durant cette période, il promet de diminuer une nouvelle fois le train de vie de l'État, en réduisant notamment les salaires des ministres, en supprimant des primes pour les hauts fonctionnaires ou encore en baissant certaines dépenses gouvernementales relatives à la publicité.
Il confirme également ses projets de construction d’un aéroport à Mexico, d’une nouvelle raffinerie de pétrole et d’une autre ligne de chemin de fer dans le sud-est du pays : ces mesures sont critiquées par des analystes et l’opposition, qui mettent en cause leur intérêt alors que le pays entre en récession et que des investissements dans le secteur de la santé n’ont pas été retenus.
En novembre 2019 (juste avant la pandémie), il avait annoncé un plan de développement de 859 milliards de pesos (44 milliards de dollars) pour moderniser les infrastructures ; le financement incluait des projets portés en tout ou partie par des entreprises. Dans la continuité, en octobre 2020, le plan "Agreement for Economic Reactivation" est annoncé, comportant 39 projets portés par le secteur privé et soutenus par le gouvernement, pour un total de 297 milliards de pesos.

### Communication et contexte médiatique
Depuis le début de son mandat en 2018, Andrés Manuel López Obrador présente chaque matin en semaine, en direct sur les chaînes de télévision publiques, une « matinale présidentielle » (mañanera) consacrée à faire état de son bilan et de ses réalisations. Une trentaine de journalistes y assistent et peuvent poser des questions à la fin. Il y critique parfois médias ou intellectuels, qui peuvent ensuite faire l'objet de cyberharcèlement sur les réseaux sociaux. Cette conférence de presse quotidienne, très suivie sur YouTube, est le programme en streaming en langue espagnole le plus suivi dans le monde, en août 2023.
Il est l'objet d'une encyclopédie en ligne, Amlopedia, qui recense les propos du président ainsi que des faits sur sa vie, créée par un développeur informatique. Le journal Le Monde considère qu'elle est l'une des sources d'information sur Andrés Manuel López Obrador les plus utilisées par les journalistes.

## Après la présidence

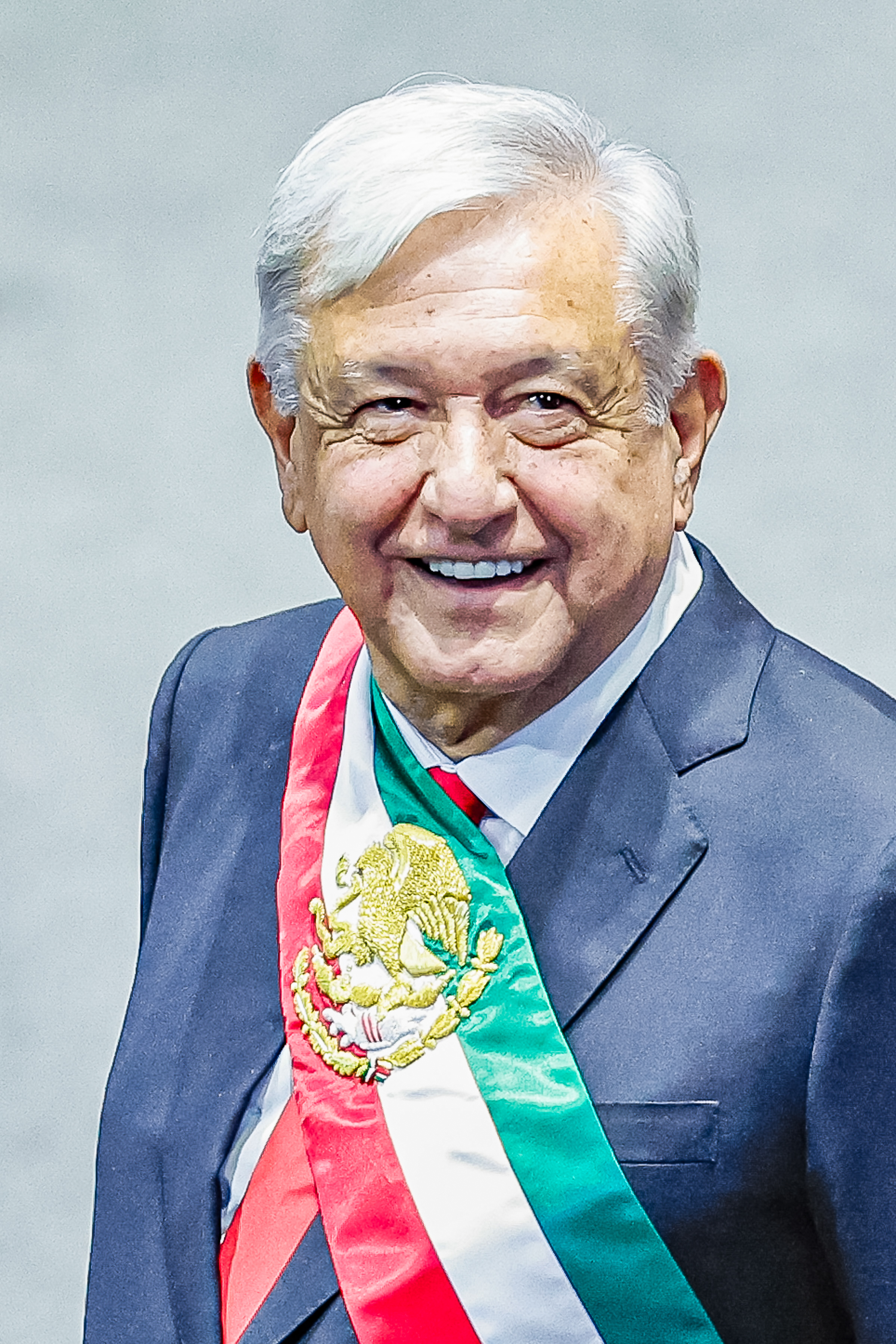
Andrés Manuel López Obrador le 1 octobre 2024, jour de la passation de pouvoir.

Le mandat d'Andrés Manuel López Obrador se termine officiellement le 30 septembre 2024, veille du jour auquel Claudia Sheinbaum, candidate de MORENA élue présidente le 2 juin précédent lui succède, devenant la première femme à occuper cette fonction. Après la passation de pouvoir, l'ancien président quitte le MORENA et se retire de la vie politique.

#### Publications abordant Andrés Manuel López Obrador
- (es) Elena Chávez, El Rey del cash.Histoire secrète et financière d'AMLO.Editorial Grijalbo. Mexico 2022 (ISBN 9786073820653)
- (es) George W. Greyson, Mesías Mexicano. Biografía crítica de Andrés Manuel López Obrador, Mexico, Grijalbo, coll. « Actualidad », 2006 (ISBN 978-968-59-6132-5), p. 347.
- (es) Erick Guerrero Rosas, Perredistas al poder. ¿Qué pasaría si ganara López Obrador en el 2006?, Mexico, Diana, 2006, 203 p. (ISBN 978-968-13-4172-5), p. 203.
- (es) Luis Antonio Espino, Lopez Obrador: el poder del discurso populista, Turner, 2021, 261 p. (ISBN 9786077711391, OCLC 1253377201)
- (es) Guillermo Zamora, 2006 el año de la izquierda en México, Mexico, Colibrí, 2006, 137 p. (ISBN 9789685062879, OCLC 64430605)
- (es) Héctor Gabriel Legorreta Cantera, La historia política de Andrés Manuel López Obrador a través de sus discursos, Mexico, XHGLC, 2018, 405 p. (ISBN 9781725609990, OCLC 1083359373)
- (es) Rolando Fuentes et Reynaldo Lozano, De populistas, neoliberales y otros demonios : el proyecto económico de Andrés Manuel López Obrador bajo la Lupa, Mexico, Libros para Todos, 2006, 317 p. (ISBN 9789709958065, OCLC 69676281)
- (es) José Agustín Ortiz Pinchetti, Andrés Manuel y sus claves, Porrúa, 2006, 375 p. (ISBN 9789700766836, OCLC 222210572)

- Los Primeros Pasos, Tabasco, 1810-1867, Villahermosa, Tabasco, Universidad Juárez Autónoma de Tabasco, 1986 (OCLC 21117234)
- Del esplendor a la sombra: la República restaurada, Tabasco 1867-1876, Villahermosa, Tabasco, Universidad Juárez Autónoma de Tabasco, 1988 (OCLC 48297841)
- Tabasco, Víctima de un Fraude, Mexico, Nuestro tiempo, 1990 (OCLC 651573248)
- Entre la Historia y la Esperanza: corrupción y lucha democrática en Tabasco, Mexico, Grijalbo, 1996 (OCLC 906604879)
- Fobaproa, expediente abierto: reseña y archivo, Mexico, Grijalbo, 1999 (OCLC 654341802)
- Contra el desafuero: mi defensa jurídica, Mexico, Grijalbo, 2005 (ISBN 9685957908)
- La mafia que se adueñó de México... y el 2012, Mexico, Grijalbo Mondadori, 2010 (ISBN 9786073100694)
- No decir adiós a la esperanza, Mexico, Grijalbo, 2012 (ISBN 9786073113434)
- Neoporfirismo hoy como ayer, Mexico, Grijalbo, 2014 (ISBN 9786073123129)
- El poder en el trópico, Mexico, Planeta mexicana, 2015 (ISBN 9786070728211)
- Catarino Erasmo Garza Rodríguez ¿Revolucionario o Bandido?, Mexico, Planeta, 2016 (ISBN 9786070733314)
- 2018 La salida. Decadencia y renacimiento de México, Mexico, Planeta, 2017 (ISBN 9786070738739)
- Oye, Trump, Planeta, 2017 (ISBN 9786070742644)

#### Publications d'Andrés Manuel López Obrador
- (es) Andrés Manuel López Obrador, Un proyecto alternativo de nación : hacia un cambio verdadero, Grijalbo, 2004, 162 p. (ISBN 9789685956970, OCLC 57696517)
- (es) Andrés Manuel López Obrador et Luis Mandoki, La mafia nos robó la presidencia, Mexico, Grijalbo, 2007, 301 p. (ISBN 9789707802155, OCLC 159610882)
- (es) Andrés Manuel López Obrador, La gran tentación : el petróleo de México, Grijalbo, 2013, 208 p. (ISBN 9786073119955, OCLC 985693776)
- (es) Andrés Manuel López Obrador, Hacia una economía moral, Planeta, 2019, 190 p. (ISBN 9786070764820, OCLC 1134609905)
- (2021). A la mitad del camino. Editorial Planeta.  (ISBN 9786070780950).